# Rebel Heart (música do Ive)
"Rebel Heart" é uma música gravada pelo grupo feminino sul-coreano Ive para seu terceiro extended play coreano Ive Empathy . Foi lançado como o primeiro single do EP em 13 de janeiro de 2025 pela Starship Entertainment .

## Histórico e lançamento
Em 24 de dezembro de 2024, a Starship Entertainment anunciou que Ive lançaria seu terceiro extended play coreano intitulado Ive Empathy em 3 de fevereiro de 2025. Também foi anunciado que "Rebel Heart" seria pré-lançado em 13 de janeiro de 2025.  Em 5 de janeiro de 2025, o trailer conceitual foi lançado,  seguido pelo filme conceitual quatro dias depois.  Em 12 de janeiro, o teaser do videoclipe foi lançado.  A música foi lançada junto com seu videoclipe em 13 de janeiro. 

## Composição
"Rebel Heart" foi escrita por Nietzsche, composta por Emily Harbakk, Ryan S. Jhun, Thomas Gustafsson, Jimmy Jansson, Maia Wright, Jack Brady e Jordan Roman, e arranjada por Ryan S. Jhun, Gucci Caliente e The Wavys.  Foi descrita como uma canção com letras que “retratam a marcha solidária dos rebeldes”. 

## Desempenho comercial
"Rebel Heart" estreou na décima posição na Circle Digital Chart da Coreia do Sul na edição de 12 a 18 de janeiro de 2025,  ascendendo à quarta posição na semana seguinte e, mais tarde, atingindo o pico na primeira posição.  No Japão, a música estreou na posição 44 na Billboard Japan Hot 100 na edição de 22 de janeiro de 2025.  Na Oricon Combined Singles Chart, a canção estreou na posição 50 na edição de 27 de janeiro de 2025,  subindo para a posição 44 na semana seguinte. 
Em Cingapura, "Rebel Heart" estreou na posição 22 na parada oficial da RIAS de Cingapura na edição de 17 a 23 de janeiro de 2025.  A música também estreou na posição 21 na RIAS Official Singapore Regional Chart na edição de 10 a 16 de janeiro de 2025,  subindo para a oitava posição na semana seguinte.  A canção também estreou na posição 22 na Billboard Singapore Songs na edição de 1º de fevereiro de 2025.  Em Hong Kong, a música estreou na posição 12 na Billboard Hong Kong Songs na edição de 1º de fevereiro de 2025.  Em Taiwan, a canção estreou na sétima posição na Billboard Taiwan Songs na edição de 1º de fevereiro de 2025. 
Nos Estados Unidos, "Rebel Heart" estreou na sexta posição na Billboard World Digital Song Sales na edição de 25 de janeiro de 2025.  No Reino Unido, a música estreou na posição 65 na parada de downloads de singles do OCC no Reino Unido,  e na posição 67 na parada de vendas de singles do Reino Unido na edição de 25 a 31 de outubro de 2024.  Globalmente, a música estreou na posição 97 na Billboard Global 200,  e na posição 51 na Billboard Global Excl. EUA na edição do gráfico datada de 1º de fevereiro de 2025.  A música liderou todas as paradas em tempo real na Coreia do Sul e se tornou a quinta música a atingir um all-kill perfeito . 

## Promoção
Eu cantei a música em quatro programas musicais na primeira semana de promoção: M Countdown da Mnet em 16 de janeiro,  Music Bank da KBS em 17 de janeiro,  Show da MBC ! Music Core em 18 de janeiro,  e Inkigayo da SBS em 19 de janeiro.  Na segunda semana de promoção, eles se apresentaram em quatro programas musicais: M Countdown em 23 de janeiro,  Music Bank em 24 de janeiro,  Show! Music Core em 25 de janeiro,  e Inkigayo em 26 de janeiro,  onde conquistaram o primeiro lugar em todas as aparições.

## Elogios
Em programas musicais sul-coreanos, "Rebel Heart" ganhou onze prêmios de primeiro lugar.
| Programa                  | Data                    | Ref.   |
| ------------------------- | ----------------------- | ------ |
| Inkigayo                  | 26 de janeiro de 2025   | [ 31 ] |
| Inkigayo                  | 2 de fevereiro de 2025  | [ 32 ] |
| Inkigayo                  | 9 de fevereiro de 2025  | [ 33 ] |
| Contagem regressiva M     | 23 de janeiro de 2025   | [ 28 ] |
| Contagem regressiva M     | 30 de janeiro de 2025   | [ 34 ] |
| Contagem regressiva M     | 6 de fevereiro de 2025  | [ 35 ] |
| Banco de Música           | 24 de janeiro de 2025   | [ 29 ] |
| Banco de Música           | 14 de fevereiro de 2025 | [ 36 ] |
| Mostrar! Núcleo de Música | 25 de janeiro de 2025   | [ 30 ] |
| Mostrar! Núcleo de Música | 8 de fevereiro de 2025  | [ 37 ] |
| Mostrar! Núcleo de Música | 22 de fevereiro de 2025 | [ 38 ] |